# Architetto del popolo dell'Unione Sovietica
Il titolo di architetto del popolo dell'Unione Sovietica (in russo Народный архитектор СССР?, Narodni arkhitèktor SSSR) è stato un titolo onorifico sovietico creato da Leonid Brežnev il 12 agosto 1967.
Esso veniva rilasciato dal Soviet Supremo dell'URSS su proposta del  Comitato statale per l'edilizia o dalla direzione del  Sindacato degli architetti sovietici. Il Soviet Supremo poteva però rifiutare le designazioni ricevute. A chi veniva nominato  architetto del popolo Sovietico veniva consegnato un diploma della presidenza del Soviet Supremo insieme alla decorazione e al corrispondente certificato.
Gli architetti premiati dovevano essersi distinti per meriti speciali nello sviluppo dell'architettura sovietica, nell'attività creativa applicata in campo urbanistico o nella creazione di moderni complessi edilizi di rilevanza nazionale ad uso civile, industriale o rurale.

## Caratteristiche delle medaglie
La medaglia era fatta di tombac (una lega di rame e zinco) ed aveva una forma quadrangolare (22,5 per 23,5 mm) ed i vertici ritorti su sé stessi.
Nella sua parte centrale recava l'iscrizione "Народный архитектор СССР" (architetto del Popolo dell'URSS) e, al di sotto, il simbolo della falce e martello. Il tutto in rilievo, con le lettere convesse. Era sospesa su un nastro di seta rossa della dimensione di 18 per 21 mm al quale era unita da un passante metallico adornato di foglie di alloro.

## Alcuni architetti premiati
- Dmitrij Nikolaevič Čečulin (1971).
- Ignaty Ivanovich Fomin (1904-1989); premiato nel 1971, oltre che architetto fu membro dell'Accademia sovietica di belle arti.[1]
- Valentin Alexandrovich Kamensky (1907-1975); premiato nel 1970, fu autore di numerosi piani regolatori tra i quali quello della città di Leningrado e diresse i lavori per la ricostruzione post-bellica di numerose località dell'URSS.[2]
- Vladimir Korol (1912-1980); architetto, pedagogo e statista della Bielorussia.[3]
- Boris Mikhailovich Iofan (1891-1976); noto come realizzatore di alcuni importanti edifici rappresentativi del classicismo socialista e come vincitore, negli anni trenta, del concorso per il progetto del palazzo dei Soviet.[4]
- Georgi Mikhailovich Orlov (1901 – 1985); fu attivo in particolare nel campo delle costruzioni industriali e diresse i progetti di sfruttamento idroelettrico di Kakhovskoy (1951 – 1955) e di Bratsk (1960 – 1967); fu anche primo segretario dell'Unione degli architetti dell'URSS.[5]
- Mikayil Useynov (1905-1992); caposcuola degli architetti dell'Azerbaigian durante il periodo sovietico.[6]